# Artur Bujnicki
Artur Hienadzjewicz Bujnicki (błr. Артур Генадзьевіч Буйніцкі, ros. Артур Геннадьевич Буйницкий – Artur Giennadjewicz Bujnicki; ur. 4 października 1995 w Grodnie) – białoruski hokeista.

## Kariera klubowa
- HK Nioman 2 Grodno (2011-2012)
- RCOP Raubicze (2012-2013)
- HK Nioman 2 Grodno (2013-2014)
  -  HK Nioman Grodno (2013)
- Dynama-Szynnik Bobrujsk (2014-2015)
- HK Dynama Mołodeczno (2015)
- HK Nioman Grodno (2015/2016)
  -  HK Nioman Grodno 2 (2015/2016)
- HK Lida (2016-2017)
- HK Szachcior Soligorsk (2017-2019)
  -  HK Szachcior Soligorsk 2 (2017/2018)
- HK Lida (2019-)

Wychowanek Niomana Grodno. Początkowo grał w rezerwach klubu w II lidze białoruskiej. Od 2014 został zawodnikiem drużyny Dynama-Szynnik Bobrujsk, stanowiącej zaplecze klubu HK Szynnik Bobrujsk, występującej w juniorskich rozgrywkach rosyjskich MHL. Od stycznia 2015 ponownie zawodnik Niomana. W sierpniu 2016 trafił do HK Lida. Od lipca 2017 zawodnik Szachciora Soligorsk. W październiku 2019 przeszedł ponownie do HK Lida.

## Kariera reprezentacyjna
Występował w juniorskiej reprezentacji kraju w turnieju mistrzostw świata do lat 20 edycji 2015 (Dywizja I).

## Sukcesy
Reprezentacyjne
- Awans do Elity MŚ Dywizji IA do lat 20: 2015

Klubowe
- Brązowy medal mistrzostw Białorusi: 2018, 2019 z Szachciorem Soligorsk

Indywidualne
- Mistrzostwa Świata Juniorów w Hokeju na Lodzie 2015/I Dywizja:
  - Pierwsze miejsce w klasyfikacji strzelców turnieju: 8 goli[5]
  - Drugie miejsce w klasyfikacji kanadyjskiej turnieju: 11 punktów[6]